# كوري هيل
كوري هيل (بالإنجليزية: Corey Hill) هو فنان قتال مختلط أمريكي، ولد في 3 أكتوبر 1978 في مرتينسبورغ في الولايات المتحدة، وتوفي في 15 مايو 2015 في تامبا في الولايات المتحدة بسبب استرواح الصدر.

## وصلات خارجية
- كوري هيل على موقع يو إف سي (الإنجليزية)
- كوري هيل على موقع شيردوغ (الإنجليزية)
- كوري هيل على موقع IMDb (الإنجليزية)